# (1760) Sandra
(1760) Sandra es un asteroide perteneciente al cinturón de asteroides descubierto por Ernest Leonard Johnson desde el observatorio Union de Johannesburgo, República Sudaficana, el 10 de abril de 1950.

## Designación y nombre
Sandra se designó inicialmente como 1950 GB.
Más tarde fue nombrado en honor de una nieta del descubridor.

## Características orbitales
Sandra orbita a una distancia media del Sol de 3,146 ua, pudiendo alejarse hasta 3,55 ua. Su inclinación orbital es 8,435° y la excentricidad 0,1283. Emplea en completar una órbita alrededor del Sol 2038 días.